# Diwan-Schulen

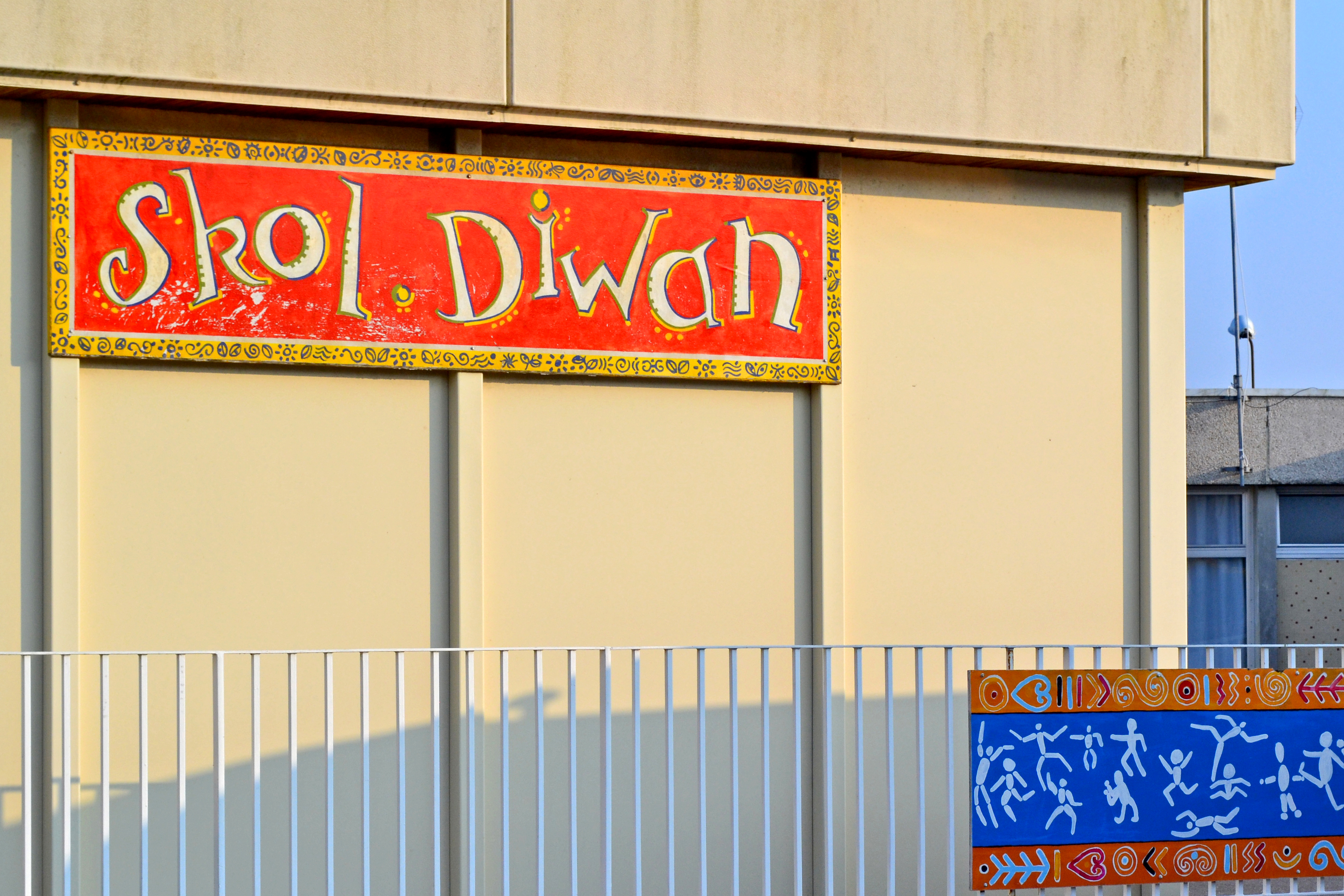
Diwan-Schule in Saint-Pol-de-Léon

Diwan (bretonisch ['diwɑ̃n]: „Keim“) ist ein bretonischer, 1977 gegründeter Verein mit dem Zweck, abseits des zentralisierten französischen Schulsystems Möglichkeiten für die Einrichtung bretonischsprachiger Schulen zu schaffen. 

## Beschreibung
Zum Zeitpunkt der Gründung des Vereins war die Weitergabe des Bretonischen in den allermeisten Familien bereits abgerissen, so dass die Möglichkeit, die Sprache in der Schule zu lernen, vielen als die einzige Chance schien, das baldige Aussterben des Bretonischen zu verhindern. Innerhalb des staatlichen Bildungssystems wurden die Minderheitensprachen Frankreichs (langues régionales) stiefmütterlich behandelt und maximal eine Stunde pro Woche als Freifach unterrichtet. 
Der Zugang von Diwan ist ein ganz anderer:  Bretonisch wird nicht als Fremdsprache gelehrt, sondern dient als Unterrichtssprache und Sprache aller sozialen Aktivitäten sowie der schulischen Administration. In soziolinguistischen Termini: der Sprache sollen Domänen gegeben werden, in denen sie und nicht das Französische auch außerhalb eines reinen Sprachkurses verwendet wird. Da die Zahl der bretonischen Muttersprachler und damit die Möglichkeit zum Gebrauch im außerschulischen Alltag drastisch abnimmt, präsentieren sich die Diwan-Schulen als Inseln innerhalb einer fast völlig französischsprachigen Gesellschaft.
Eines der Grundprinzipien des Vereins und auch sein hauptsächliches Problem ist die Kostenlosigkeit: soziale Selektion soll unter allen Umständen vermieden werden, und die Eltern dürfen (und sollen) spenden, soviel sie können, aber es wird kein Schulgeld eingehoben.

## Geschichte
Die erste Diwan-Schule wurde 1977 in Lampaul-Ploudalmézeau gegründet. Das erste Diwan-Gymnasium wurde 1994 in Le Relecq-Kerhuon (bei Brest) eröffnet. Es wurde 1999 nach Carhaix-Plouguer verlegt.
Der Versuch einer Einbindung ins staatliche Schulsystem, der vom damaligen Kulturminister Lang unternommen wurde, scheiterte zuletzt 2001 an diversen politischen Einsprüchen, die unter Hinweis auf Artikel 2 der Französischen Verfassung („Die Sprache der Republik ist das Französische“) keine anderen Unterrichtssprachen an französischen Schulen erlauben wollen.
Im Schuljahr 2003/04 besuchten 2.761 Schüler von Diwan geführte Klassen.  2004 wurde eine Diwan-Schule in Paris gegründet, die mittlerweile rund 50 Schüler zählt. Im Schuljahr 2020/21 werden 4.063 Schüler unterrichtet. Es gibt 48 Schulen, 6 weiterführende Schulen und zwei Gymnasien.
In der Lausitz wurde 1998 nach dem Vorbild der Diwan-Schulen das Projekt Witaj (sorbisch für Willkommen) begründet, das sich nach dem gleichen Prinzip der zweisprachigen sorbisch-deutschen Erziehung widmet.